# توري يانسون
توري يانسون (مواليد 12 فبراير 1936) (بالسويدية: Tore Janson) هو لغوي سويدي.
كان يانسون أستاذًا للغة اللاتينية في جامعة غوتنبرغ، وأصبح بعد ذلك أستاذاً للغات الأفريقية في الجامعة نفسها. تقاعد في عام 2001، لكنه تابع منذ ذلك الحين في جامعة ستوكهولم.
كرس معظم وقته وأنشطته في البحث حول العلاقة بين اللغة والمجتمع.
وهو مؤلف كتاب «تاريخ قصير للغات والتاريخ الطبيعي للغة اللاتينية».

## روابط خارجية
- Profile at Stockholm University
- Author profile at Norstedts publishers